# San Juan Acazuchitlán
San Juan Acazuchitlán är en mindre stad i Mexiko, tillhörande kommunen Jilotepec i den västra delen av delstaten Mexiko. Orten hade 2 457 invånare vid folkräkningen 2010.